# Sibanye-Stillwater
Pour les articles homonymes, voir Stillwater.
Sibanye-Stillwater est une entreprise sud-africaine basée à Johannesbourg et spécialisée dans l'extraction de l'or et des métaux précieux du groupe du platine, essentiellement le palladium et le platine.

## Histoire
En 2013, Sibanye Gold est scindée de Gold Fields. En 2014, Sibanye Gold acquiert Aquarius Platinum et la mine de platine de Rustenburg appartenant à Anglo American.
En décembre 2016, Sibanye Gold annonce l'acquisition pour 2,2 milliards de dollars de Stillwater, une entreprise américaine spécialisée dans l'extraction de platine et de palladium.
En décembre 2017, Sibanye-Stillwater annonce l'acquisition de Lonmin, troisième plus grand producteur de platine, basé à Londres, pour 285 millions de livres, après que ce dernier a vu sa valeur très fortement chuter ces dernières années, depuis la Grève des mineurs à Marikana et la chute du cours du platine.

## Stillwater
Stillwater une entreprise fondée en 1992 et basée à  Littleton, dans le Colorado. C’est alors le seul producteur américain de palladium et de platine, et le plus gros producteur des métaux du groupe du platine, en dehors de l'Afrique du Sud et de la Russie.
L'entreprise russe Nornickel acquiert 51 % des parts de Stillwater en 2003 mais, en novembre 2010, elle annonce vouloir se séparer de sa participation. Au même moment, Stillwater finalise l’acquisition de l'entreprise canadienne Marathon PGM Corporation spécialisée dans l'extraction de l'or. Cette acquisition, annoncée 2 mois plus tôt, valorise l'entreprise canadienne à 118 M$.
En décembre 2016, l’entreprise sud-africaine Sibanye Gold Limited propose d’acheter Stillwater pour 2,2 Md$, soit un prix d’achat de 18 $ l’action, soit une plus-value de 0,61 $ par rapport à sa cotation moyenne durant les 52 semaines précédentes. La fusion-acquisition est approuvée par le Comité pour l'investissement étranger aux États-Unis en avril 2017 et achevée en mai. En avril 2019, le projet de mine de palladium dans le Nord de l'Ontario, que portait Marathon PGM et qui avait été reporté pour des raisons financières, est racheté à 80 % par Generation Mining.